# 'Nu pentito 'nnammurato
'Nu pentito 'nnammurato è un album del 2006 inciso dal cantante italiano Mauro Nardi contenente 11 brani in lingua napoletana.

## Tracce
1. 'Nu Pentito 'nnamurato – 4:02 (Claudio D'Alessio - Luigi D'Alessio)
2. Core e preta – 4:06 (Antonio Casaburi)
3. E' ammore – 3:53
4. Tammuriata – 4:35
5. E figlie 'e Masaniello – 3:04
6. Je te voglio – 4:54 (G. Scuotto - A. Borrelli - L. D'Alessio)
7. 'O mare – 4:31
8. Sole nire – 3:40
9. Two night in Naples – 3:39
10. Strega nera – 3:21
11. 'Ncopp' 'a spiaggia – 3:06 (Antonio Casaburi)